# Autovía Norte
La Autovía Norte es una autovía argentina creada en 2013 perteneciente a la Red de Carreteras del Estado que comienza en las afueras del noroeste de Cipolletti (Río Negro) y finaliza en la ciudad de Plottier (Neuquén). Esta carretera une poblados del departamento Confluencia y General Roca permitiendo un rápido conector para más de 352 mil habitantes.